# 121331 Savannahsalazar
121331 Savannahsalazar è un asteroide della fascia principale. Scoperto nel 1999, presenta un'orbita caratterizzata da un semiasse maggiore pari a 3,1129987 UA e da un'eccentricità di 0,0631675, inclinata di 10,23066° rispetto all'eclittica.